# 國防部福利事業管理處
國防部福利事業管理處（General Welfare Service of Ministry of National Defense）（亦稱國防部福利總處）是中華民國國防部政治作戰局附屬機關，專責中華民國國軍福利服務事業。其負責營運之連鎖超市目前有40間對公眾開放之分店，部分店舖僅於平日營業。服務對象包括國軍官兵、榮民及其眷屬等相關軍職體系從業者。

## 歷史沿革

### 創立初期
1955年，中華民國總統蔣中正手令國防部聯合勤務總司令部成立「聯勤國軍福利事業總管理處」。翌年10月10日，國防部聯合勤務總司令部「福利事業總管理處」成立，簡稱「福利總處」，負責國軍福利事業之全般策劃與執行。1962年11月16日，福利事業總管理處被移編至國防部轄下，更名為「國防部福利總處」。
1974年，為減少第一次石油危機造成的民生影響，由國防部主導成立軍公教福利中心，以期增強民間購買力、改善公教人員生活，且達到平抑物價、消除貨物稅逃漏稅的作用。國防部於翌年1月在台北市及中興新村試辦設立福利中心，並於同年7月起擴及各縣市、鄉鎮全面實施。
依據《行政院試辦公教人員生活必需品計畫要點》，開放現職公教員工本人、配偶及直系親屬持購買證進入福利中心進行購物。並於1979年6月11日起，依據增修條文，將兼領月退休金人員加入可入內購物之範圍。

### 外資開放後
因1980年代之後經濟成長率的提高、人民生活品質的提升，連鎖超市開始如雨後春筍般出現在街上。除本土企業，如台北農產運銷公司開設的台北農產超市外，1986年更開放外資進入市場，設立了如台灣惠康百貨、百佳超市、雅客超市、松青超市等，競爭相當激烈。
1988年時，民間日用雜貨商向政府抗議，要求撤銷福利中心。因福利中心不必繳營業稅且有政府補助，所以商品價格只有一般通路的七到八折，造成時常有投機人士藉由此方式低價購入福利中心商品、然後高價轉賣的方式獲取大量利潤，造成一般民間零售店生存空間受到影響。
為避免與民爭利，國防部福利總處在1989年決定旗下各福利站專營國軍福利品供應業務，將供銷公教福利品部份的業務拆分。由「中華民國機關團體員工消費合作社聯合社」（簡稱全聯社）辦理公教人員生活必需品之統一議價及供貨事宜，同樣享有政府優惠。但1998年時發生福利品業務屢有違約情事，因而於當年10月轉為民營化，「全聯實業股份有限公司」（全聯福利中心）接手經營全聯社原有66間店面，營運至今。
為提升商品販售競爭力，國防部福利事業管理處在2010年起與民間企業進行合作，於各個營運據點陸續引入相關超商販售設備如咖啡機、泡麵機加熱設備，以及烤地瓜、包子、熱狗等熱食，並設計自有品牌商品如大兵衛生紙、大兵礦泉水，試圖透過提高服務品質、降低進貨成本的方式，吸引消費者進入使用並增加消費動機。

## 門市資訊
- 北區

| 名稱             | 地址                                                                 | 電話                        | 營業時間                                     |
| 基隆福利站       | 基隆市仁愛區獅球路8-1號2樓                                           | （02）24201982 軍用：201525 | 08：00－21：00                               |
| 基隆海光福利分站 | 基隆市暖暖區暖碇路38巷77號                                           | （02）24571282              | 09：00－13：00、14：00－19：00               |
| 大安福利站       | 臺北市大安區基隆路2段207號                                           | （02）27322110 軍用：213066 | 09：00－21：30                               |
| 松山福利分站     | 臺北市松山區健康路131號                                              | （02）27666169 軍用：671807 | 09：00－19：00                               |
| 中華福利站       | 臺北市中正區貴陽街1段243之1號                                        | （02）23610137 軍用：259191 | 09：00－21：30                               |
| 中華忠愛福利分站 | 臺北市中正區博愛路172號                                              | （02）23143683              | 08：30－12：30、13：30－17：30（假日不營業） |
| 南機場福利站     | 臺北市萬華區中華路2段416巷58號                                       | （02）23328310              | 09：00－21：30                               |
| 北投福利站       | 臺北市北投區中央北路2段338號                                         | （02）28913431 軍用：604599 | 09：00－21：30                               |
| 大直福利站       | 臺北市中山區北安路409號（勇固樓1樓）                                 | （02）25338975              | 08：00－20：00、假日：09：00－20：00         |
| 大直福利分站     | 臺北市中山區北安路409號（博愛樓地下1樓）                             | （02）25321611              | 07：00－18：30（假日不營業）                 |
| 信義福利站       | 臺北市中正區信義路1段3號地下1樓                                      | （02）23948612 軍用：253261 | 09：00－21：30                               |
| 秀朗福利站       | 新北市永和區永利路248號2樓                                           | （02）32332663 軍用：218731 | 09：00－21：30                               |
| 秀朗大鵬福利分站 | 新北市中和區景平路1號                                                | （02）82182176 軍用：527526 | 09：00－21：00                               |
| 板橋福利站       | 新北市板橋區文化路1段311號之1                                        | （02）22550818 軍用：699741 | 09：00－21：30                               |
| 桃園福利站       | 桃園市桃園區三元街151號                                              | （03）3374598 軍用：301706  | 08：30－20：00                               |
| 桃園福利分站     | 桃園市桃園區成功路三段100號（臺北榮民總醫院桃園分院病房大樓地下1樓） | （03）3358153               | 08：30－17：00（假日不營業）                 |
| 內壢福利站       | 桃園市中壢區永福路1138號                                             | （03）4554270 軍用：302471  | 08：30－20：00                               |
| 龍岡福利站       | 桃園市中壢區龍東路2之50號2樓                                         | （03）4500198 軍用：334565  | 08：00－20：00                               |
| 龍岡僑愛福利分站 | 桃園市大溪區僑愛一街72巷16弄8號                                      | （03）3078978               | 08：00－20：00                               |
| 新竹福利站       | 新竹市香山區延平路2段6號                                             | （03）5300575 軍用：322707  | 08：00－20：00                               |
| 新竹光復福利分站 | 新竹市東區建新路111號                                                | （03）5719590 軍用：322708  | 09：00－19：00                               |

- 中區

| 名稱             | 地址                                                | 電話                        | 營業時間                       |
| 苗栗福利站       | 苗栗市苗栗市中正路1327號                            | （037）326947 軍用：563951  | 08：00－20：00                 |
| 臺中福利站       | 臺中市東區自由路3段30號                             | （04）22120280 軍用：512216 | 08：30－21：00                 |
| 臺中逢甲福利分站 | 臺中市西屯區文華路78號                              | （04）24512421              | 09：00－20：00                 |
| 臺中澎湖福利分站 | 澎湖縣馬公市前寮里90號（三軍總醫院澎湖分院地下1樓） | （06）9215672               | 09：00－13：00、15：00－18：00 |
| 臺中陸光福利分站 | 臺中市西屯區皇城街號62號                            | （04）22994075              | 09：00－20：00                 |
| 嘉義福利站       | 嘉義市民權路50之1號                                 | （05）2788848 軍用：552223  | 08：30－21：00                 |
| 嘉義經國福利分站 | 嘉義市西區永安街373巷1號                            | (05)2277033                 | 08：30－21：00                 |

- 南區

| 名稱             | 地址                       | 電話                       | 營業時間       |
| 臺南福利站       | 臺南市北區成功路22巷3號    | （06）2220723 軍用：922808 | 08：30－20：00 |
| 新營福利站       | 臺南市新營區中正路13號     | （06）6323967              | 08：30－20：00 |
| 臺南二空福利分站 | 臺南市仁德區和愛街13號     | （06）2901457              | 08：00－19：00 |
| 高雄福利站       | 高雄市新興區復興一路6號    | （07）2263829              | 09：00－21：00 |
| 岡山福利站       | 高雄市岡山區柳橋西路1號    | （07）6262516              | 09：00－20：30 |
| 岡山勵志福利分站 | 高雄市岡山區岡山路59號     | （07）6298581              | 08：00－20：00 |
| 左營福利站       | 高雄市左營區實踐路46號     | （07）5878746              | 07：00－20：00 |
| 左營合群福利分站 | 高雄市左營區海景街320號    | （07）5854215              | 08：00－20：00 |
| 鳳山福利站       | 高雄市鳳山區勝利路11號     | （07）7017951              | 08：00－20：00 |
| 鳳山建國福利分站 | 高雄市鳳山區建國路2段111號 | （07）7101492              | 08：00－20：00 |
| 屏東福利站       | 屏東縣屏東市迪化街35號     | （08）7654136              | 08：00－20：00 |

- 東區

| 名稱                       | 地址                                                          | 電話          | 營業時間                     |
| 羅東福利站                 | 宜蘭縣羅東鎮大同路31號2樓                                     | （039）548901 | 08：00－19：30               |
| 美崙福利站                 | 花蓮縣花蓮市東興三街100號2樓                                  | （03）8226727 | 08：00－20：00               |
| 美侖國軍花蓮總醫院福利分站 | 花蓮縣新城鄉嘉里村嘉里路163號地下1樓（國軍花蓮總醫院地下1樓） | （03）8264372 | 08：00－18：00（假日不營業） |
| 臺東福利站                 | 臺東縣臺東市廣東路21號                                        | （089）324518 | 08：30－19：30               |

## 外部連結
- 國防部福利事業管理處（页面存档备份，存于） （繁體中文）